# Omar Catarí
Omar Catarí Peraza (Barquisimeto, 25 aprile 1964) è un ex pugile venezuelano.

## Palmarès

### Olimpiadi
- 1 medaglia:
  - 1 bronzo (Los Angeles 1984 nei pesi piuma)

### Giochi CAC
- 1 medaglia:
  - 1 bronzo (Santiago 1986 nei pesi piuma)